# مادوك
مادوك Madoc أو مادوغ أب أوين غوينيذ Madog ab Owain Gwynedd، هو أمير ويلزي يقال أنه أبحر إلى أمريكا في عام 1170، قبل أكثر من ثلاثمائة سنة من رحلة كريستوفر كولومبوس في عام 1492. وتقول القصة أنه كان ابن أواين غوينيد ملك مملكة غوينيد، وخرج إلى البحر للفرار من العنف الداخلي في المملكة. من الواضح أن قصة مادوك تطورت من حكايات العصور الوسطى عن رحلة بحرية لأحد الأبطال الويلزيين، والتي لم تبقى منها سوى تلميحات بسيطة. إلا أن شهرتها ازدادت خلال العصر الإليزابيثي، حيث رواها الكاتب الإنجليز والويلزيين زاعمين بأن مادوك أتى إلى القارة الجديدة واعتبروها تأكيدا لاكتشاف مسبق، وبالتالي أحقية مملكة إنجلترا القانونية في أمريكا الشمالية. 
ظلت قصة مادوك رائجة في القرون اللاحقة، وتطورت لاحقا لتؤكد أن فريق الرحالة مادوك لقد تزاوجوا مع الهنود المحليين، وأن أحفادهم يتحدثون الويلزية ولا يزالون يعيشون في مكان ما في أمريكا. نسب لهؤلاء «الهنود الويلزيين» بناء عدد من المعالم في أنحاء الغرب الأوسط الأمريكي، وانطلق عدد من المغامرين البيض للبحث عنهم. كانت القصة موضوعا للكثير من التكهنات في سياق إمكانية الانتقال عبر المحيطات ما قبل كولومبوس. لم يعثر على أي دليل تاريخي أو أثري عن هذا الرجل أو رحلاته في العالم الجديد أو القديم؛ ومع ذلك فإن هناك تكهنات تربطه بمواقع معينة، مثل صخور ظهر الشيطان التي تقع على نهر أوهايو في غدير فورتين مايل بالقرب من لويفيل، كنتاكي.

## القصة

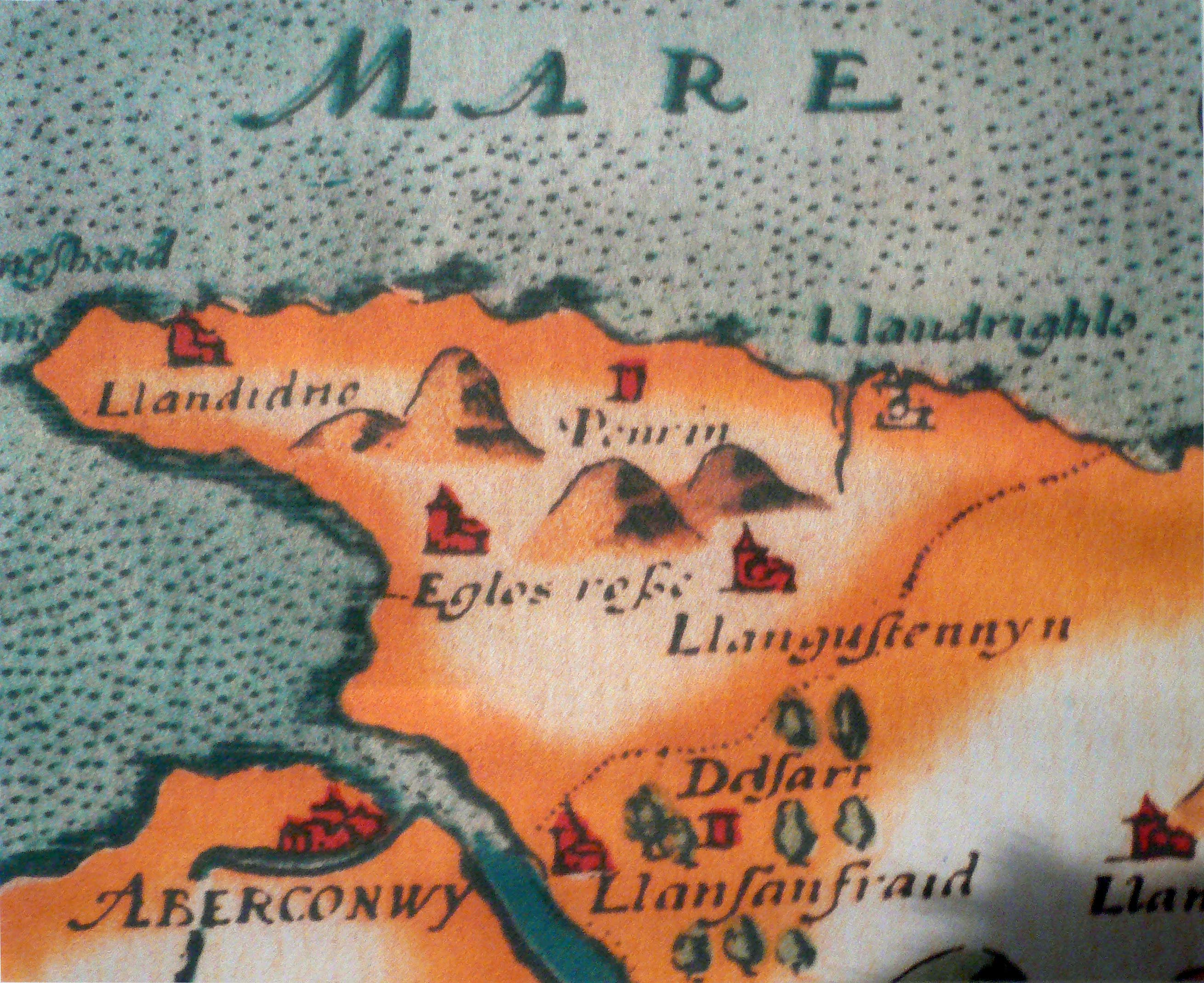
خريطة من حوالي العام 1577 تصور كونوي، بنرين، لاندودنو (روس أون سي)

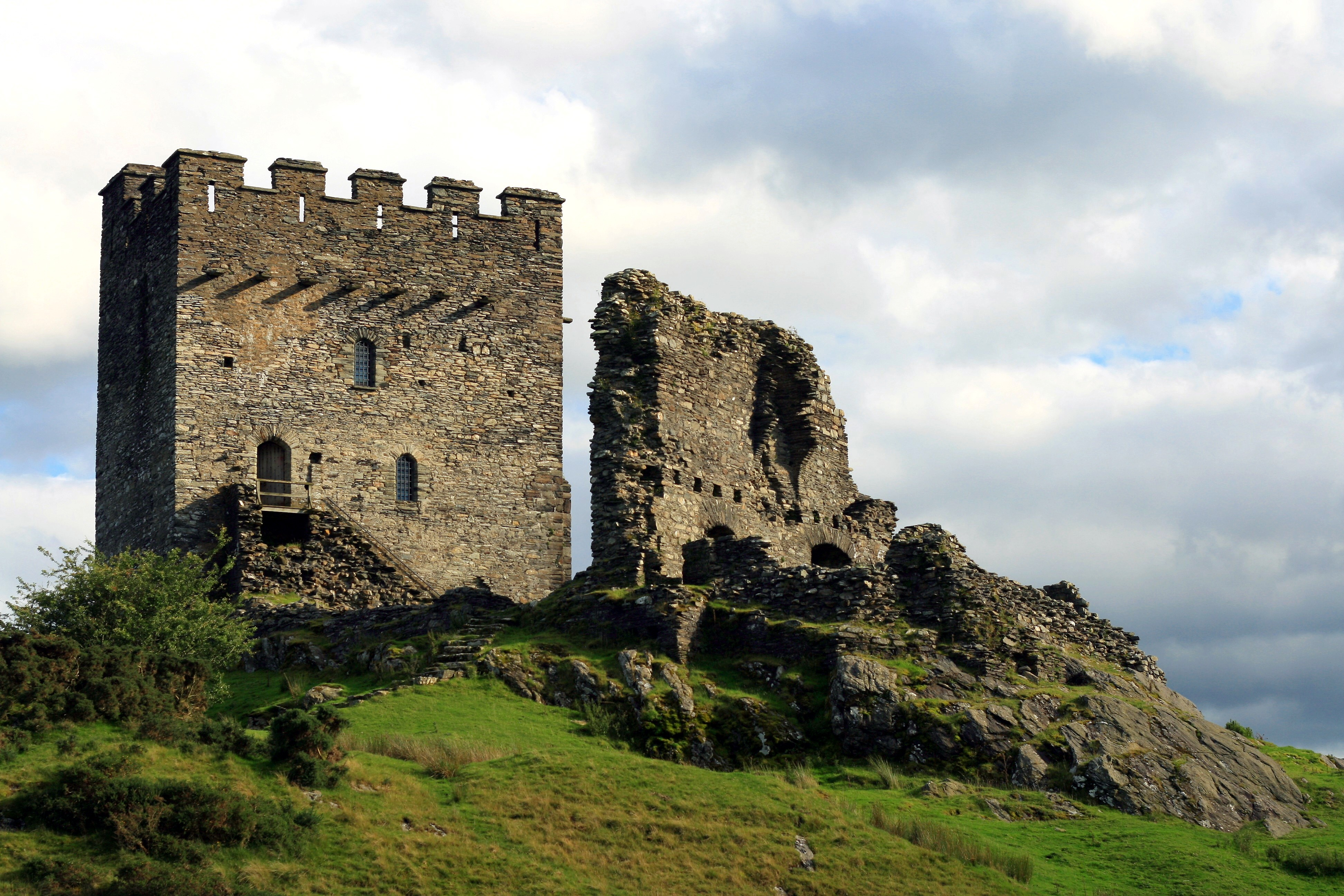
قلعة دولويديلان التي يعتقد أنها مسقط رأس مادوك

والد مادوك المزعوم هو أواين غوينيد، والذي كان الملك التاريخي على مملكة غوينيد خلال القرن الثاني عشر، ويعتبر أحد أعظم حكام ويلز في العصور الوسطى. كان عهده مليئا بمعارك مع أمراء ويلز الآخرين ومع هنري الثاني ملك إنجلترا. عند وفاته في 1170، اندلع نزاع دموي من بين وريثه هويل الأمير الشاعر وأخوته الأصغر مايلغون، رودري، دافيد. أنجب أوين 13 طفلا على الأقل من زوجتيه والعديد من الأطفال غير الشرعيين لكنه أقر بهم قانونا حسب التقاليد الويلزية. وفقا للأسطورة، فقد كان مادوك وشقيقه ريريد من بين هؤلاء، رغم عدم وجود سجلات معاصرة تشهد على ذلك.
يقول ديفيد باول في تاريخ كامبريا من العام 1584 أن مادوك أصيب بالخيبة من هذا القتال داخل الأسرة، وأبحر هو وريريد من لاندريلو (في روس أون سي) في كانتريف روس لاستكشاف المحيط الغربي مع عدد من السفن. اكتشفوا أرض بعيدة وغنية في عام 1170 حيث نزل حوالي مائة من الرجال والنساء والأطفال لتشكيل مستعمرة. وذكر همفري لويد عام 1559 في كتابه الوقائع الويلزية Cronica Walliae، أن مادوك وآخرين عادوا إلى ويلز لأخذ مستوطنين إضافيين. وبعد أن جمع عدة سفن من الرجال والنساء والأطفال، أبحر الأمير غربا وحط في المكسيك، ولم يعد إلى ويلز مرة أخرى
يشار إلى عدة أماكن بأنها كانت مكان وصول مادوك، مثل موبيل في ألاباما؛ فلوريدا، نيوفاوندلاند، نيوبورت، رود آيلاند، يارموث، نوفا سكوتيا، فرجينيا، وأماكن أخرى في خليج المكسيك والبحر الكاريبي مثل مصب نهر المسيسيبي، ويوكاتان، وبرزخ تيوانتبيك وبرزخ بنما، وساحل البحر الكاريبي في أمريكا الجنوبية، جزر مختلفة في جزر الهند الغربية وجزر البهاما إلى جانب برمودا؛ ومصب نهر الأمازون. رغم أن الحكايات الشعبية لا تذكر أن أحدا عاد من رحلة مادوك الثانية ليروي حكايته، فإن القصة تستمر أن مادوك ورفاقه سافروا حتى ممرات الأنهار العظمى في أمريكا الشمالية، حيث نصبوا العلامات وواجهوا القبائل الهندية الودودة والعدوانية قبل أن يستقروا أخيرا في مكان ما في الغرب الأوسط أو منطقة السهول الكبرى. ويقال بأنهم أسسوا حضارات مختلفة مثل الأزتيك والمايا والإنكا.

## الهنود الويلزيون

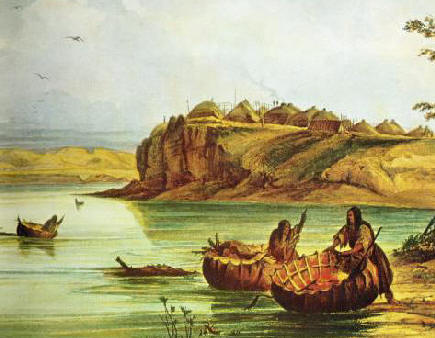
اعتقد جورج كاتلين أن قوارب الثور لدي شعب الماندان تشبه قوارب كوراكل الويلزية

في 26 نوفمبر 1608، كتب بيتر وين، وهو عضو في فريق الكابتن كريستوفر نيوبورت استكشف قرى قبائل موناكان فوق شلالات نهر جيمس في فرجينيا، رسالة إلى الإيرل جون إيجرتون يبلغه أن بعض أعضاء فريق نيوبورت يعتقدون أن لغة الموناكان تشابه في نطقها اللغة الويلزية، وطلب منه أن يكون مترجما. لم تكن قبيلة الموناكان من بين قبائل الألغونكين، ويشير الألغونكين إلى تلك القبائل باسم ماندواغ.
ومن المستوطنين زعموا أنهم التقوا بهنود يتحدثون الويلزية هو القس مورغان جونز، الذي أخبر المقدم توماس ويد، نائب ويليام بن في بنسلفانيا، أنه تم القبض عليه في عام 1669 من قبل إحدى قبائل توسكارورا وتدعى دواغ في كارولينا الشمالية. وقال جونز أن زعيم القبيلة أبقى على حياته عندما سمعه وهو يتحدث الويلزية. وعاش جونز معهم لعدة أشهر وهو يبشر للإنجيل بالويلزية ثم عاد إلى المستعمرات البريطانية حيث سجلت مغامرته في عام 1686. ويرى المؤرخ غوين ويليامز أن الأمر قد يكون خليطا من الحكايات وربما كان القصد منه اختلاق خدعة. ولا يوجد دليل على وجود قبيلة تدعى دواغ بين قبائل توسكارورا.

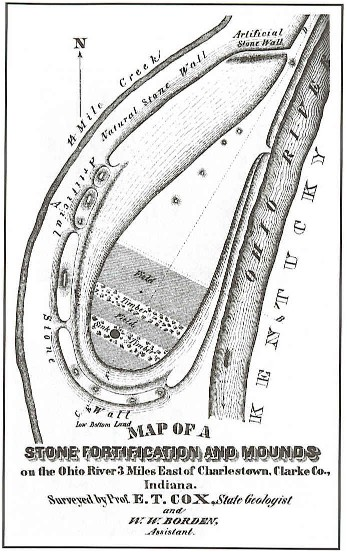
يعتقد أنصار نظرية مادوك في أن التلال الترابية في منطقة ظهر الشيطان على طول نهر أوهايو قد تكون من صنع المستعمرين الويلزين

تقول الحكايات الشعبية الأمريكية أن الموقع المسمى «ظهر الشيطان» في جزيرة روز، على بعد حوالي 14 ميل من لويفيل، كنتاكي، كان موطنا لمستعمرة من الهنود الويلزيين وقام المستكشف جون ايفانز من واونفور في ويلز برحلة عبر نهر ميسوري في القرن الثامن عشر للبحث عن قبائل بادوكاس ومادوغويس المنحدرة من الويلزيين.
أشار الزوار الأوائل إلى تشكيل الصخور على فورت ماونتن في جورجيا بكونه حصنا بني على يد هرناندو دي سوتو للدفاع ضد هجمات هنود كريك حوالي العام 1540. ولكن تم نقض هذه النظرية منذ عام 1917، حيث أوضح أحد المؤرخين إلى أن دي سوتو لم يبق في المنطقة أكثر من أسبوعين. ويعتقد علماء الآثار أن الحجارة وضعت هناك من قبل الهنود الحمر. وهناك أيضا نظرية «الكهوف الويلزية» في منتزه ديسوتو الوطني، شمال شرق ولاية ألاباما، التي قيل أنها بنيت من قبل فريق مادوك، إذ لم يكن معروفا أن القبائل المحلية مارست هذه الأعمال الحجرية مثلما تم العثور عليه في الموقع.
في عام 1810، كتب جون سيفير، أول حاكم على ولاية تينيسي، لصديقه اللواء أموس ستودارد عن محادثة جرت بينه وبين زعيم شيروكي أوكونوستوتا عام 1782 بشأن الحصون القديمة التي بنيت على طول نهر ألاباما. زعم الحاكم أن الزعيم أخبره أن الحصون بنيت من قبل شعب أبيض يسمى «ويلش»، كحماية من أسلاف الشيروكي، والذين أبعدوهم عن المنطقة في النهاية. كتب سيفير أيضا في عام 1799 عن اكتشاف مزعوم لستة هياكل عظمية تلبس دروعا نحاسية تحمل شعارات ويلزية. وزعم أن مادوك والويلزيين كانوا أول أوروبيين زاروا ألاباما. 
في عام 1824، كتب توماس هيند رسالة إلى جون ويليامز، رئيس تحرير جريدة أميريكان بايونير، فيما يتعلق بحكاية مادوك. زعم هيند في الرسالة أنه جمع شهادات من مصادر عديدة أن الويلزيين بقيادة أوين أب زوينش وصلوا أمريكا في القرن الثاني عشر، قبل أكثر من ثلاثمائة سنة من مجيء كريستوفر كولومبس. كما زعم أنه في عام 1799، تم حفر قبور ستة جنود قرب جيفرسونفيل، إنديانا، على نهر أوهايو ومعهم دروع تحمل شعارات ويلزية. 

### لقاءات مع الهنود الويلزيين
كان توماس جيفرسون قد سمع عن القبائل الهندية التي تتحدث الويلزية. وتكلم في رسالة إلى ميريويذر لويس بتاريخ 22 يناير 1804، ليبحث عن الهنود الويلزين الذين قيل أنهم يعيشون على نهر ميسوري. وذكر المؤرخ ستيفن أمبروز أن توماس جيفرسون كان يرى أن «قصة مادوك» صحيحة وأشار على لويس وكلارك أن يعثروا على من كان من نسله.
تم القبض على فرانسيس لويس (الويلزي)، أحد الموقعين على إعلان الاستقلال الأمريكي، على يد الجنرال لويس جوزيف دي مونتكالم خلال الحرب الفرنسية والهندية. وقال خلال أسره أنه تحادث مع زعيم هندي يتحدث الويلزية، وهو ما أنقذ حياته. واختلفت القصص حول هذا اللقاء. في حين يقول البعض أن المحادثة مع الزعيم كانت بالويلزية، إلا أن بعض التقارير من القرن التاسع عشر لا تتفق مع هذا. كما تذكر تقارير جي دبليو إس ميتشل في كتابه «تاريخ الماسونية» عام 1858 أنه خلال الحرب قام الفرنسيون بتسليم ثلاثين أسيرا إلى الهنود وأن لويس سمعت أحد الحراس الهنود بقول كلمة تشبه «رأس كبير» بالويلزية. لاحظ لويس بعد ذلك عددا من الكلمات الأخرى التي وجد لها مماثلا في الويلزية ما أوصله إلى استنتاج أنها مستمدة من الويلزية. عندما قتل السجناء الآخرون، قام الحارس الهندي بحمايته، وأخذه إلى مونتريال حيث أطلق سراحه خلال تبادل السجناء. رأى المؤرخ تشارلز غودريتش أن هذا التقرير مجرد حكاية شعبية وغير صحيح؛ فلم يعثر على تقارب بين اللغة الويلزية، وأي لغة من لغات القبائل الهندية في أمريكا الشمالية. وقد يكون السبب بسبب حادث غير اعتيادي، ولكن طبيعة هذا الحدث غير معروفة بشكل دقيق.
تكلم ساكن الحدود جيمس غيرتي، الذي كان ساعيا بين البريطانيين والهنود، عن لقاءاته مع الهنود الويلزيين. ورأى أن هناك علاقة بينهم وبين قبيلة ماندان. جمع غيرتي قائمة تضم أكثر من 300 كلمة هندية ويلزية وعبارات تعلمها من الهنود الويلزيين.

### الماندان
من بين كل القبائل، صنفت على الأقل ثلاثة عشر قبيلة حقيقية، خمسة قبائل مجهولة الهوية، وثلاث قبائل لم تسمى على أنها قبائل «الهنود الويلزيين». في النهاية استقرت الأسطورة على شعب ماندان، الذين قيل أنهم يختلفون عن جيرانهم في الثقافة واللغة والمظهر. اقترح الرسام جورج كاتلين في كتابه «هنود أمريكا الشمالية» (1841) أن الماندان كانوا من نسل مادوك وزملائه؛ ورأى أن قوارب الثور لدى الماندان تشابه قوارب الكوراكل الويلزية، وكان يعتقد أن التقدم المعماري للقرى الماندان أتى من الأوروبيين (لم تكن مجتمعات أمريكا الشمالية المتقدمة مثل ميسيسيبي وهوبويل معروفة في زمن كاتلين). وقد أشار أنصار هذا الادعاء إلى الروابط بين مادوك وشخصية الماندان الأسطورية «الرجل الوحيد»، الذي تقول إحدى الحكايات أنه حمى بعض القرويين من فيضان النهر بأن صنع زريبة خشبية.

## كتابات لاحقة
بذل المؤرخون عدة محاولات لتأكيد صحة حكاية مادوك، ولكن العديد منهم، ولا سيما صموئيل إليوت موريسون، يعتبرون أن القصة مجرد أسطورة. إلا أن أسطورة مادوك كان موضوعا لقصائد عدة شعراء. أشهر هذه القصائد في اللغة الإنجليزية هي قصيدة روبرت ساوذي الطويلة من عام 1805 بعنوان مادوك، والذي استخدم القصة لاستكشاف أمثلة التفكير الحر والمساواة. ومن المفارقة أن ساوثي كتب القصيدة ليتمكن من في تمويل رحلته إلى أمريكا، حيث كان يأمل هو وصامويل تايلر كولريدج أن يؤسسا دولة يوتوبية أسموها «بانتيسوكراسي». قصيدة سوثي في المقابل ألهمت الشاعر من القرن العشرين بول مولدون لكتابة قصيدة «مادوك: اللغز» والتي فازت بجائزة جيفري فابر التذكارية في عام 1992. وهي تستكشف ما يمكن أن يحدث إذا نجح سوثي وكوليردج في الوصول إلى أمريكا لتأسيس دولتهم المثالية. وفي روسيا، نظم الشاعر ألكسندر بوشكين قصيدة قصيرة بعنوان «مادوك في ويلز» (Медок в Уаллах، 1829) حول هذا الموضوع.
كتب جون سميث، مؤرخ من فرجينيا، في 1624 عن حوليات ويلز، ويذكر أن مادوك رحل إلى العالم الجديد عام 1170 م (قبل أكثر من 300 سنة من رحلة كولومبوس) مع بعض الرجال والنساء. يقول سميث أن الحوليات ذكرت أن مادوك عاد إلى ويلز ليجلب المزيد من الناس وقام برحلة ثانية إلى العالم الجديد

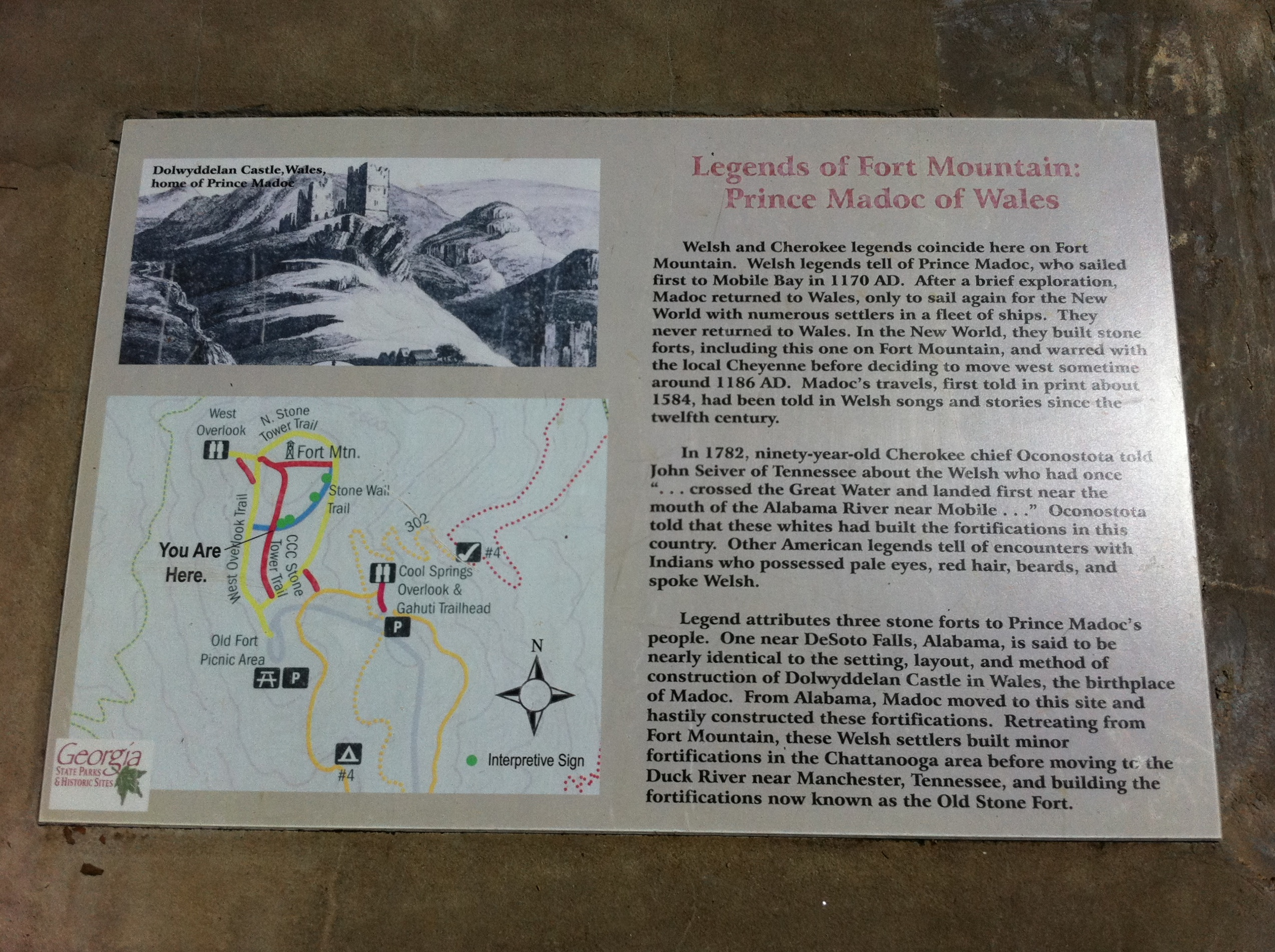
Fort منتزه فورت ماونتن الوطني: أساطير فيفورت ماونتن – مادوك أمير ويلز

## الإرث
بلدة مادوك، أونتاريو، وبالقرب من قرية مادوك كلتاهما سميتا على الأمير الويلزي، وكذلك العديد من بيوت الضيافة المحلية والحانات في جميع أنحاء أمريكا الشمالية والمملكة المتحدة. بلدة بورثمادوج الويلزية (تعني «ميناء مادوك») وقرية ترمدوق («مدينة مادوك») في مقاطعة غوينيذ سميت في الواقع على الصناعي وعضو البرلمان ويليام الكسندر مادوكس، والذي كان المطور الرئيسي لها، وبالإضافة إلى الأثر الأسطوري للأمير.
الأمير مادوغ، وهي سفينة أبحاث تملكها جامعة ويلز وشركة بي أند أو البحرية، أبحرت في رحلتها الأولى في 26 يوليو 2001.
تم نصب لوحة في فورت ماونتين بارك في جورجيا تروي إحدى تفسيرات القرن التاسع عشر عن الجدار الحجري القديم الذي أعطي الموقع اسمه. تذكر اللوحة بيان حاكم تينيسي جون سفير بأن شيروكي يعتقدون أن «شعبا يدعى الويلزيين» قد بنى القلعة على الجبل منذ فترة طويلة لصد هجمات الهنود.
في عام 1953، أقامت جمعية بنات الثورة الأميركية لوحة في فورت مورغان على شواطئ خليج موبايل بولاية ألاباما، نصها:
’’في ذكرى الأمير مادوك المستكشف الويلزي الذي هبط على شواطئ خليج موبايل عام 1170 وترك وراءه الهنود الويلزيين’’.
تم إزالة اللوحة من قبل دائرة المتنزهات في ألاباما عام 2008 وضعت في المخازن. منذ ذلك الحين كان هناك الكثير من الجدل حول إعادة اللوحة إلى مكانها.